# Gerisa
Gerisa, también llamada Ghirza, era una antigua ciudad de la Libia romana cerca del Limes Tripolitanus. Era un pequeño pueblo de 300 habitantes en la zona predesértica de Tripolitania.

## Historia
Incluso si hubo un pequeño asentamiento local, fue solo cuando los legionarios romanos llegaron a Tripolitania que se creó y desarrolló la ciudad de Gerisa. Inicialmente su población era principalmente bereberes locales, pero algunos comerciantes romanos se establecieron allí a finales de la época de Augusto.
El Limes Tripolitanus se expandió bajo los emperadores Adriano y Septimio Severo, en particular bajo el legado Quinto Anicio Fausto en 197-201, quien fue nombrado legado de la Legio III Augusta y construyó varios fuertes defensivos del Limes Tripolitanus en Tripolitania, entre ellos Garbia y Golaia (Bu Ngem), para proteger la provincia de las incursiones de tribus nómadas.

Como consecuencia, la ciudad romana de Gerisa, situada lejos de la costa y al sur de Leptis Magna, se desarrolló rápidamente en una rica zona agrícola. Gerisa se convirtió en una ciudad en auge después del 200, cuando el emperador romano Septimio Severo, nacido en Leptis Magna, había organizado de mejor manera el Limes Tripolitanus.

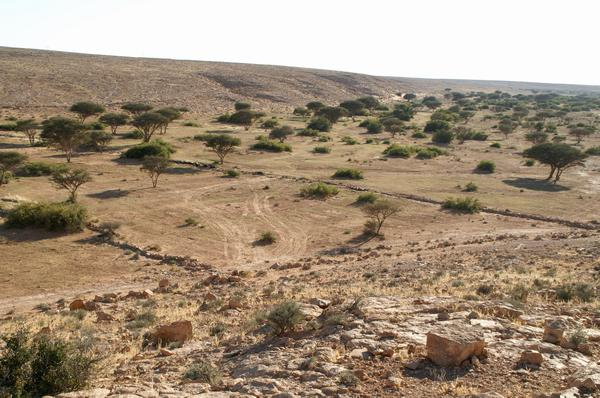
Restos de centenaria en Suq al-Awty, cerca de Gerisa y el Limes Tripolitanus

En esta zona se instalaron antiguos soldados, en su mayoría bereberes locales, pero incluso algunos legionarios de la península italiana, y se desarrolló la agricultura en la tierra árida, para lo cual se construyeron presas y cisternas en el uadi Ghirza, no seco como en la actualidad, para regular las inundaciones repentinas. Estas estructuras aún son visibles: entre las ruinas de Gerisa hay un templo, que pudo haber sido dedicado al semidiós bereber Gurzil, y el nombre de la ciudad en sí puede estar relacionado con su nombre.
Los agricultores producían cereales, higos, vides, aceitunas, legumbres, almendras, dátiles y quizás melones. Gerisa constaba de unos cuarenta edificios, incluidas seis granjas fortificadas o Centenaria. Dos de ellos eran realmente grandes. Fue abandonado en la Edad Media.
Con Diocleciano, el limes fue parcialmente abandonado y la defensa de la zona estuvo a cargo de los limitanei, agricultores-soldados bereberes locales. El limes sobrevivió como una protección eficaz hasta la época bizantina y el emperador Justiniano reestructuró los limes en 533. Posteriormente Gerisa perdió importancia y poco a poco desapareció tras las invasiones árabes de finales del siglo VII.
En el siglo X, Gerisa estaba totalmente olvidada y cubierta de arena. Solo unos siglos después, la zona fue repoblada y cerca de las ruinas excavadas de Gerisa, hoy existe un pequeño pueblo llamado Ghirza.